# Dee
El riu Dee (gaèlic escocès: Uisge Dhè) és un riu a Aberdeenshire, Escòcia (Regne Unit). És un riu popular entre els pescadors de salmó. El 1995 es va estimar que la pesca del salmó al riu contribuïa en entre 5 i 6 milions de lliures a l'economia de la regió dels Grampians. L'àrea al voltant del riu es coneix com a Royal Deeside, en referència al Castell de Balmoral. L'ús d'aquest nom destaca per part de la indústria turística i els orígens són clarament celtes. Uisge en gaèlic escocès designa un riu o bé una massa d'aigua i Dhè vol dir Déu.